# Louis-Alexandre-Benjamin Green de Saint-Marsault
Louis-Alexandre-Benjamin Green de Saint-Marsault, marquis de Châtelaillon (6 mars 1768, La Rochelle - 28 janvier 1860, La Rochelle) est un officier général et homme politique français.

## Biographie
Louis-Alexandre-Benjamin Green de Saint-Marsault est le fils d'Henri-Charles-Benjamin Green de Saint-Marsault, marquis de Châtelaillon, capitaine d'infanterie, conseiller du roi et son grand sénéchal de la sénéchaussée de La Rochelle et de l'Aunis, et de Françoise-Suzanne-Geneviève Green de Saint-Marsault.
Il émigra à la Révolution et servit à l'Armée des princes. Il devient maréchal de camp à la Restauration, chevalier de Saint-Louis et de la Légion d'honneur.
Le 6 mars 1824, il est élu député du grand collège de la Charente-Inférieure. Il fit part à la chambre d'un dévouement à la politique de Villèle.
Il reçut le cordon de commandeur de l'ordre de Saint-Louis. 
Il quitta la vie parlementaire aux élections de 1827, et fut mis à la retraite, comme maréchal de camp, le 3 juin 1832.
Marié à Mlle de Crussol d'Uzès, il est le père d'Edmond Green de Saint-Marsault (1810-1900), promoteur de la station balnéaire de Châtelaillon-Plage.

## Sources
- « Louis-Alexandre-Benjamin Green de Saint-Marsault », dans Adolphe Robert et Gaston Cougny, Dictionnaire des parlementaires français, Edgar Bourloton, 1889-1891 [détail de l’édition]